# Megalithen im Distrikt Évora

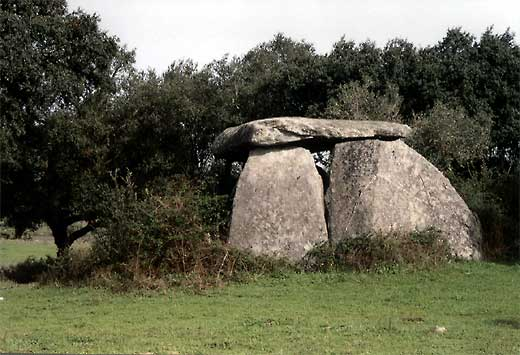
Eine der Antas von Paço das vinhas

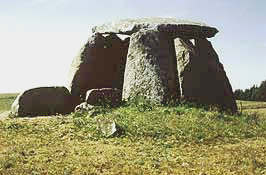
Eine der Antas von Barrocal

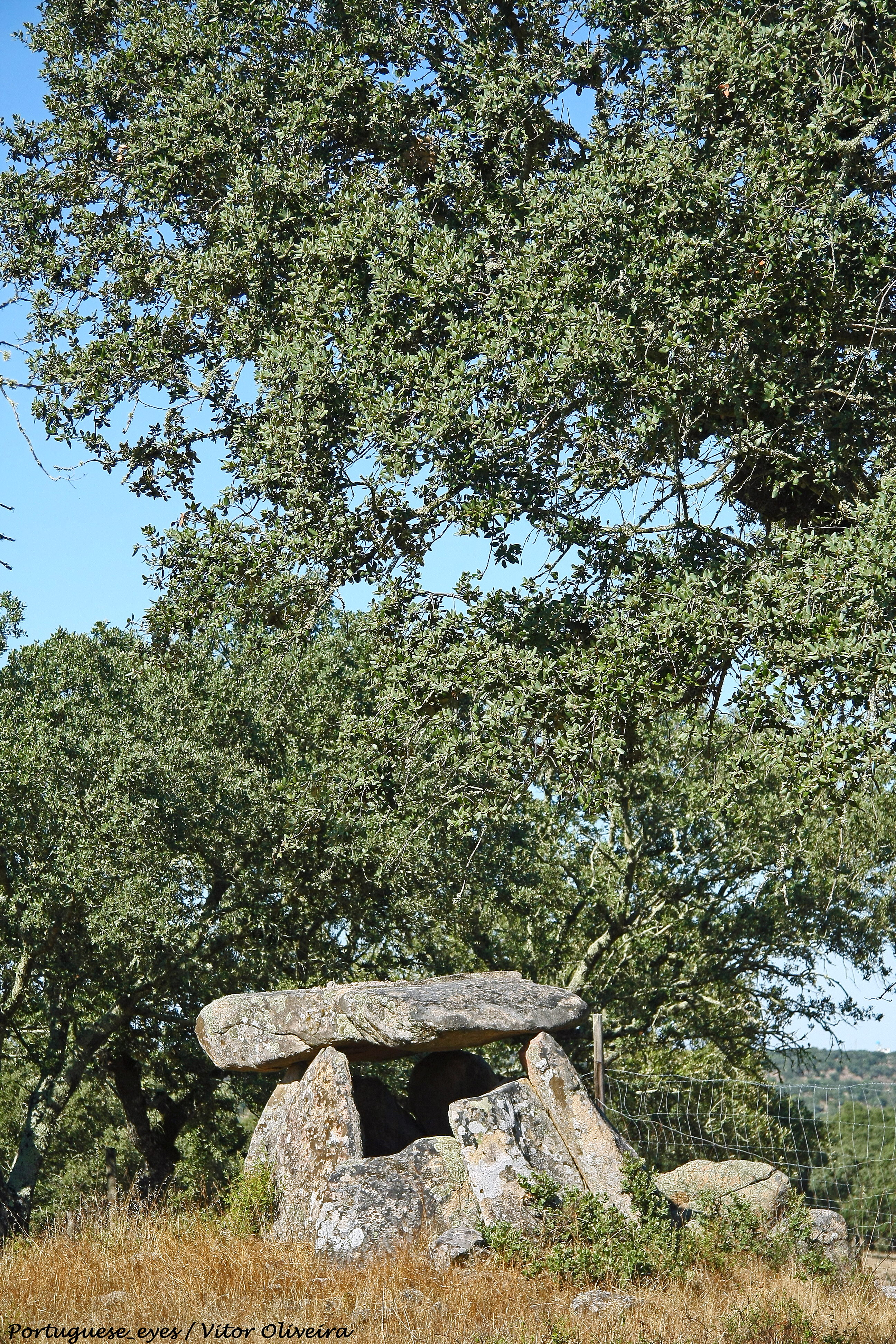
Anta von Sabugueiro

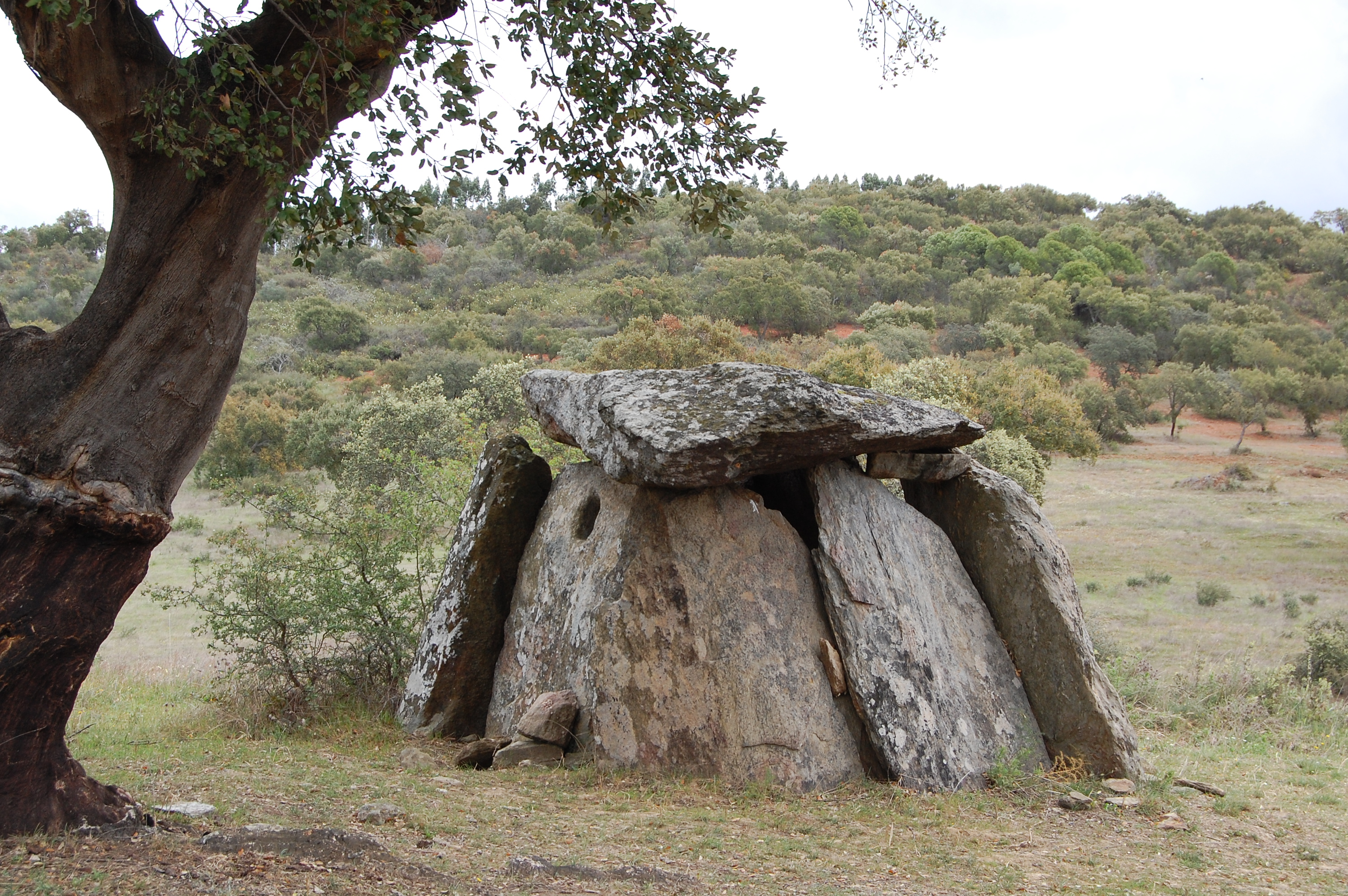
Anta von Candieira

Die Megalithen im Distrikt Évora bilden eines von fünf Verbreitungszentren für Dolmen und Menhire in Portugal. Bereits im Jahre 1733 hatte Martin de Pina Mendonça eine erste Studie über die portugiesischen Megalithanlagen erstellt, die zu dieser Zeit, wie anderswo in Europa, als Opferaltäre erklärt wurden. Die erste Liste von in Portugal auch als Lapa oder Anta bezeichneten Dolmen des Alentejo wurde der königlichen Akademie im Jahre 1734 von Pater Afonso da Madre de Deus Guerreiro überreicht. Er zählte 315 Dolmen, davon 66 in der Region um Évora. Die große Zahl von Dolmen im Distrikt Évora zog Ende des 19. Jahrhunderts die Aufmerksamkeit von Gelehrten wie Gabriel Pereira, Pereira da Costa und Filipe Simões auf sich.
Zur Vorbereitung des berühmten, im Jahre 1880 in Lissabon veranstalteten Kongress für Anthropologie und prähistorische Archäologie grub der französische Archäologe Émile Cartailhac (1845–1921) einige der Anlagen im Distrikt Évora aus. Er trug auf diese Weise zur Verbreitung von Informationen über das reiche portugiesische Erbe der Megalithkultur bei und fand internationale Anerkennung. Anfang des 20. Jahrhunderts brachten die in dem Buch „O Arqueólogo Portuguȇs“ veröffentlichten Arbeiten von Leite de Vasconcelos Fortschritte in der historischen Interpretation der Anlagen und ihres Inventars. Die erste Klassifikation von Nationaldenkmälern (vom 16. Juni 1910) bezog bereits 20 Dolmen aus der Region um Évora ein.

## Liste wichtiger Denkmäler bei Évora
- Anta de Aguiar
- Anta da Candieira
- Anta da Herdade das Cabeças
- Anta do Paço das Vinhas
- Anta do Patalim
- Anta do Pau
- Anta Grande do Zambujeiro
- Anta von Pavia
- Antas da Valeira (2)
- Antas do Barrocal (2)
- Antas do Pinheiro do Campo (2)
- Comenda da Igreja
- Cromlech und Menhir dos Almendres
- Cromlech von Portela de Mogos
- Cromlech von Tojal
- Mamoa do Monte dos Condes
- Menhir da Oliveirinha
- Menhir von Barrocal
- Menhir von Tojal
- Menhire da Casbarra
- São Brissos
- Antas do Monte da Barrosinha (2)
- Anta da Herdade da Bota
- Anta Herdade do Zambujalinho
- Antas da Herdade da Anta
- Antas do Freixo de Cima (2)
- Nekropole im Vale Rodrigo (3)